# وادي العتش
وادي العتش أو وادي العتك من أودية نجد المشهورة. يقع الوادي في محافظة مجمعة.
العتك هو الاسم القديم الفصيح لوادي العتش، ويرفده وادي المياه ووادي سدير وشعيب وراط التي تمثل مجاريه العليا ليصل إلى روضة نورة إحدى أشهر الرياض في المنطقة٬ ثم يمتد متجاوزًا حافة العرمة ويصب في روضة التنهات.